# Ensio Hiitonen
Kaarlo Ensio Paulus Hiitonen, ursprungligen Hidén, född 27 oktober 1900 i Helsingfors, död där 14 januari 1970, var en finländsk  diplomat och politiker. Han var bror till Ilmari Hiitonen.
Hiitonen blev juris doktor 1929. Han inträdde 1925 i utrikesministeriets tjänst och deltog i egenskap av delegat eller expert i flera av Nationernas förbunds assembléer och rådsmöten samt i olika internationella konferenser och möten. Han var 1937–1939 chargé d'affaires en pied i Prag och 1939 i Bukarest. Efter andra världskriget arbetade han bland annat som jurist och chef för informationsbyrån vid Oy Alkoholiliike Ab. Han var 1946–1953 vice ordförande i Socialistiska enhetspartiet och engagerad i kommunalpolitiken i Helsingfors i slutet av 1940-talet.
Hiitonen utgav bland annat Vääryyttä oikeuden valekaavussa (1953), där han på basis av juridiska och politiska dokument påvisade domstolarnas partiskhet vid politiska rättegångar under tiden mellan de båda världskrigen.